# 目安
目安（めやす）とは、本来は箇条書にした文書。
後に訴状のことを指すようになった。

## 解説

### 概要
「目安」あるいは目安状は本来は閲覧の便のために箇条書にした文書の事で、書出に「目安」書止に「目安言上如件」という文言が用いられ、文中は事書の書式が用いられていた。
目安は軍忠状など他の上申文書でも用いられた書式であった。だが、訴状の書式として広く用いられたことから、後に訴状の別名となり、事書の形式を採っていない訴状や相手側の主張・反論を記した陳状のことも目安と呼ぶようになった。

### 江戸時代
江戸時代に入ると、専ら、訴訟人と称された原告側が出した訴状のことを「目安」と呼んだのに対して、相手側が出した陳状のことを返答書（へんとうしょ）と呼んで区別するようになった（ただし、寺社奉行では専ら「訴状」の語が用いられている）。

#### 目安の提出
目安の書出は「乍恐以書附御訴奉申上候事」を用い、続いて公事銘（事件類型）と当事者名が記載された。その後ろに本文が記され、請求の趣旨およびその原因、証拠などが記され、最後に訴状提出の年月日・訴訟人の証明捺印が記され、管轄する奉行所・代官所・評定所などの訴訟機関に提出された。　
ただし、地域や内容によっては訴訟人だけでなく地元の町役人・村役人の奥印を必要とし、更に訴訟人の属する領外に相手方が属する場合には、所属する領主の添簡（添書）の添付を必要とした。

#### 目安糺
奉行所などの役所に提出された目安は直ちに受理される訳ではなく目安糺（めやすただし）と呼ばれる事前審査が行われ、管轄する機関、当事者や公事銘の資格、出訴期限などが厳密に審理された。
特に「出入筋」と称された江戸時代の民事裁判（代表的なものは金公事と質地・家質などの本公事）については、本来であれば当事者間の相対で解決すべきものでみだりに御上の手を煩わせる性格のものではないとして幕府当局者などの権力側からは否定的に扱われたために厳しい審査の対象とされた。

#### 目安裏書
目安糺の結果、訴権が妥当と認められた目安は本目安と称されて奉行が裏書を行うことで受理の証拠として（目安裏書）、裏書後の目安を訴訟人に返却、訴訟人はこれを相手方に提示して一種の召喚状代わりとした。

#### 目安箱
徳川吉宗が導入したことで知られている目安箱も目安を投函して、征夷大将軍に直接訴えを起こす（直訴）ために設けられた箱である。